# Silvia Torras
Silvia Torras (1936-1970) fue una pintora informalista catalana. Torras se convirtió en una artista notable en el movimiento del informalismo argentino y mostró su trabajo en varias exhibiciones importantes durante el corto período que pintó.

## Biografía
Torras nació en 1936 en Barcelona, España. Era gemela y las mellizas eran las menores de cuatro hermanas y un hermano. El padre de Torras había pasado un tiempo en Argentina antes del matrimonio y la familia se mudó a Buenos Aires en 1936 antes de que Torras cumpliera un año. Torras se crio en Argentina, y allí es donde estudió como artista.
Torras se casó con Kenneth Kemble, artista en Argentina. Los dos se divorciaron, y se casó con George Manning, Jr. Se mudó con él y sus hijastras a Perú. Y después a Mexico. Ella y Manning tuvieron una hija, Barbara Manning. Torras murió de cáncer en México en 1970.

## Arte
En Buenos Aires, Torras estudió en la Escuela de Bellas Artes Manuel Belgrano y la Escuela Nacional de Bellas Artes Prilidiano Pueyrredon. Continuó su formación a partir de 1956 con el artista Kenneth Kemble, con quien más tarde se casó.
Torras se convirtió en una figura artista dentro del movimiento informalista en la argentina. Ella tendía a producir piezas grandes (alrededor de 9,8 por 9,8 pies ) que reflejaban un expresionismo abstracto. Sus temas de vegetación orgánica y referencias a la naturaleza, fuertes pinceladas y pintura en capas, y el uso del color la diferenciaron de otros en el movimiento informalista. Por lo general, no titulaba sus obras, o las titulaba solo con nombres de colores. Produjo la mayor parte de su obra entre los años 1960 y 1963. En 1963, se mudó a México, donde enseñó arte brevemente en San Miguel De Allende. El Gran Otro escribió que las "obras de Torras se desarrollaron en un corto período de tiempo pero con una fuerza abrumadora".

### Exhibiciones
- 1960 – Exposición individual, Galería Peuser[1][2]
- 1961 – Exposición individual,  Galería Lirolay[1][2]
- 1961 - Arte Destructivo ("Arte destructivo"), Galería Lirolay[1][2][3]
- 1962 – Premio Ver y Estimar, mención de honor, Museo Nacional de Bellas Artes, Buenos Aires, Argentina[1][2]
- 1963 – Premio Ver y Estimar, participante, Museo Nacional de Bellas Artes, Buenos Aires, Argentina[2]
- 1963 - Premio Di Tella (premio Di Tella), participante[1][2][3]
- 1963 - Arte Argentino Actual ("Arte argentino contemporáneo"), Musée d'Art Moderne, París, Francia[1][2]

### Póstumo
- 1979 – Historia de amor: Silvia Torras y Kenneth Kemble, Galería Van Riel, Buenos Aires, Argentina[1]
- 2002 – Kemble/Torras, Museo Nacional de Bellas Artes, Buenos Aires, Argentina[2]
- 2018 – Silvia Torrás. Resplandor 1960–63, Museo Eduardo Sívori, Buenos Aires, Argentina[3][4]
- 2021- Silvia Torras. Juventud y Alegría - MCMC Galería, Buenos Aires, Argentina[5]
- 2022 - Kenneth Kemble y Silvia Torras: The Formative Years, Duke House Exhibition, Nueva York, Nueva York[6][7]